# Eremostachys septentrionalis
Eremostachys septentrionalis là một loài thực vật có hoa trong họ Hoa môi. Loài này được (Popov) Golosk. mô tả khoa học đầu tiên năm 1964.